# Магія і меч
Магія і меч (пол. Magia i Miecz) — польський журнал, присвячений рольовим іграм, перший і найдовше існуючий журнал такого типу на польському ринку. Видавався у 1993—2002 роках у видавництві MAG. Як попередник жанру рольових ігор у Польщі, він відіграв величезну роль у популяризації ідеї рольових ігор. У 2014 році права на назву придбало видавництво Kuźnia Gier і журнал виходив повторно протягом кількох років.

## 1993—2002 роки
Засновниками та першими редакторами журналу були співробітники місячника «Фантастика» Яцек Родек і Дарослав Торунь. За графічне оформлення журналу відповідав Ярослав Мусяль.
Через відсутність рольових ігор польською мовою перші номери журналу були здебільшого присвячені матеріалам для системи RPG Kryształy Czasu — неопублікованої гри, створеної Артуром Шиндлером, але популярної серед ентузіастів рольових ігор.
Починаючи з номеру 3, журнал представляв «Клан любителів стратегічних ігор» під редакцією Войцеха Залевського. Розрахований на любителів стратегічних настільних ігор, він пропонував обговорення правил, сценарії битв і карти, надруковані на останній сторінці обкладинки, а також жетони, призначені для гри в стратегічні проблеми, представлені у випуску. Після відходу Войцеха Залевського на посаду редактора журналу Strategia i Tactyka з 16 числа на сторінках розділу почали з'являтися рекламні матеріали польського проєкту бойової гри у жанрі фентезі-мініатюри під назвою Verturia. Розділ зник зі сторінок журналу в номерах 19–20.
Профіль журналу змінювався протягом багатьох років, поступово розширюючи теми, що охоплюються новинами ринку, мініатюрними військовими іграми, колекційними картковими іграми, рольовими іграми живої дії, короткими розповідями, оглядами ігор і книг, історичними статтями та контентом, який мало пов'язаний з рольовими іграми. У журналі співпрацювали, серед інших: Артур Шиндлер, Анджей Сапковський і Томаш Колодзейчак, а тексти опублікували Кшиштоф Піскорський, Анна Бжезінська, Яцек Комуда, Міхал Студнярек, Ігнацій Тшевічек та інші. Посаду головного редактора обіймали, серед інших: Томаш Кречмар, Томаш Колодзейчак, Анджей Мішкурка та Рафал Новоцень.
До 71-го номера журнал виходив у форматі А4, з 72 числа — у форматі С5. Найтовстіший випуск мав 208 сторінок (№ 91–92) і коштував 15 злотих. До 2002 року вийшло 104 номери Magia i Miecza (деякі з них подвійні).

## Перезавантаження (2014)
18 березня 2014 року Міхал Стахіра, власник видавництва Kuźnia Gier, оголосив про відновлення журналу у співпраці з краудфандинговою платформою Wspieram.to в рамках ініціативи Fajne RPG. Збір коштів завершився 18 червня 2014 року. Зібрано суму 98 733 злотих, що майже в чотири рази перевищує необхідний мінімальний бюджет (25 000 злотих). В рамках отриманих коштів було оголошено щоквартально виходити 8 чорно-білих примірників, бл. 130-сторінкові випуски у форматі В5 та підготовка електронної версії, призначеної для читання електронних книг та планшетів (формати .pdf, .mobi, .epub), а також у вигляді аудіокниги. Також було анонсовано спецвипуск. Посаду головного редактора зайняв Томаш Хмелік.
Випуск 1 спочатку заплановано на серпень. Нарешті журнал був опублікований 25 вересня 2014 у PDF-версії та 11 жовтня 2014 у друкованій версії.
До прибл. У 2018 році вийшло щонайменше 6 номерів журналу, планувалося ще два.

## Редактори
- 1993—1999 Дарослав Торунь